# Grimsta IP
Grimsta Idrottsplats är en idrottsanläggning för fotboll, ishockey och friidrott strax norr om Grimstafältet i stadsdelen Vällingby, i Västerort inom Stockholms kommun.

## Arenan
Publikkapaciteten för huvudarenan var 4 500 innan ombyggnationen, och är hemmaplan för IF Brommapojkarna (BP). Publikrekord sattes den 19 april 2009 då 6 755 åskådare såg derbymatchen BP-AIK. Inför seriestarten för Allsvenskan 2007, på grund av IF Brommapojkarnas avancemang dit, rustades huvudarenan på Grimsta IP upp och kan nu ta 8 000 åskådare. Dessutom fick arenan bättre belysning (800 lux), videoövervakning och toaletter.
På Grimsta IP finns förutom huvudarenan ytterligare en konstgräsplan för fotboll, ishall och ytor för friidrott. Under sommaren 2014 byggdes även en inomhushall med en fotbollsplan för 7-mannalag.
Nya Grimsta IP
Konstruktion av nya läktaren började 2015 och slutade 2017.
Med plats för 5000 åskådare, pressläktare och nya omklädningsrum är Grimsta en arena som passar elitfotbollen (Superettan och Allsvenskan).
Den nya läktaren, med plats för 2000 sittplatser, innebär att Grimsta lever upp till Svenska Fotbollförbundets krav på arenor för elitfotboll och kommer även innehålla bland annat nya omklädningsrum, pressläktare och bar.
Invigning av Nya Grimsta IP med den nya läktaren, som kostade 57 miljoner kronor, firades den 8 april 2017 med hemmapremiär i Superettan 2017 för BP-Örgryte IS (3-0) framför 1722 åskådare.

## Publikrekord
- 19 augusti 2018: BP–AIK, 6 829, resultat: 0-2
- 19 april 2009: BP–AIK, 6 755, resultat: 2–3[3]
- 21 oktober 2007: BP–Kalmar FF, 5 068, resultat: 1–2[4]
- 19 september 2010: BP–Djurgården IF, 5 053, resultat: 0-1[5]
- 20 maj 2009: BP–Hammarby, 4 834, resultat: 0–1[6]
- 20 september 2009: BP–Djurgården IF, 4 742, resultat: 1–4[7]
- 21 oktober 2006: BP–Trelleborgs FF, 4 446, resultat: 1–2

## Milstolpar
- 1986: Grimsta IP rustades upp med bland annat en sittplatsläktare för att öka publikkapaciteten med 700 platser.
- 2006–2007: Grimsta IP rustades upp under vinteruppehållet för 18,3 miljoner kronor för att möta allsvenska krav och öka publikkapaciteten till cirka 8 000 platser.

## Galleri

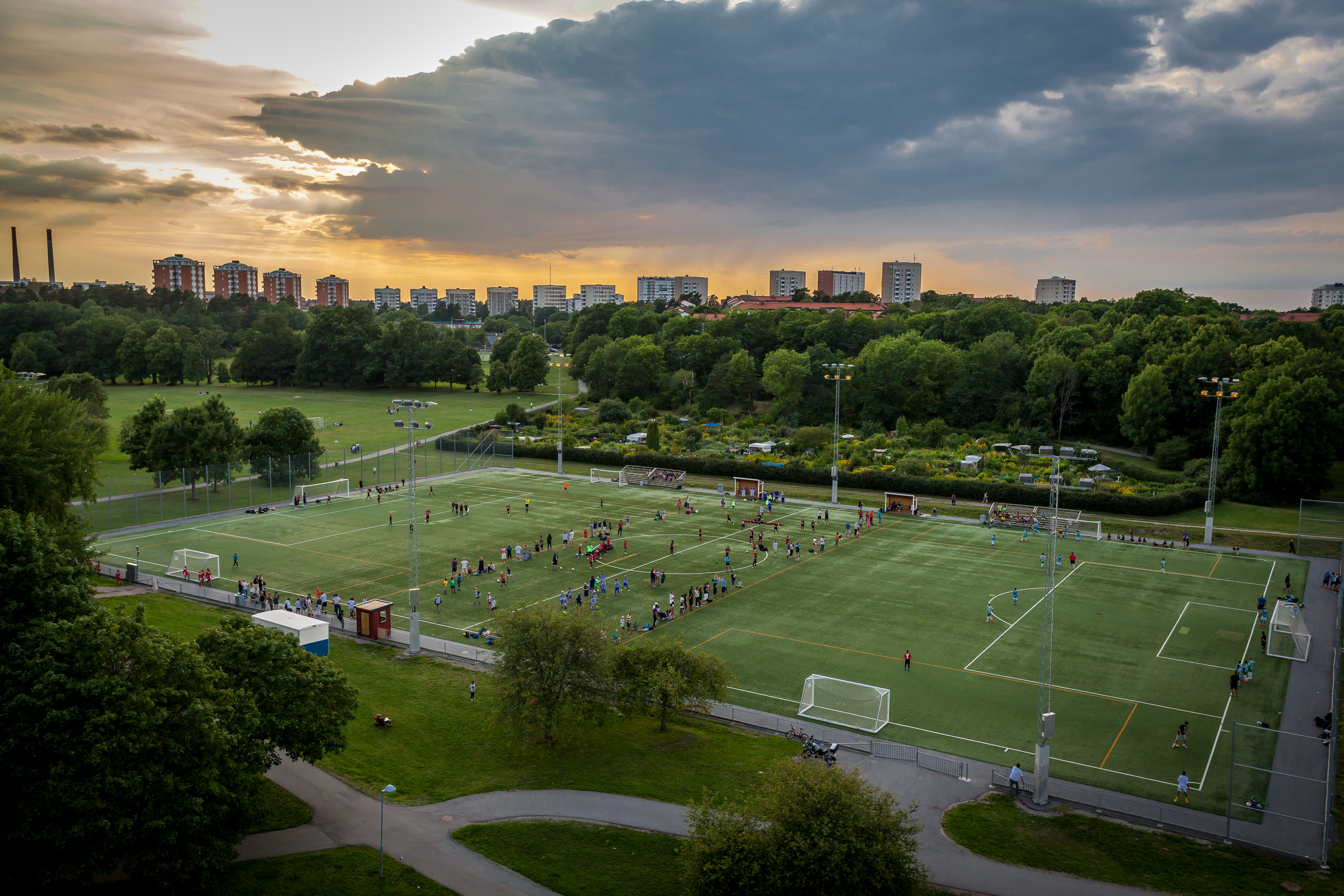
Grimsta IP plan 2
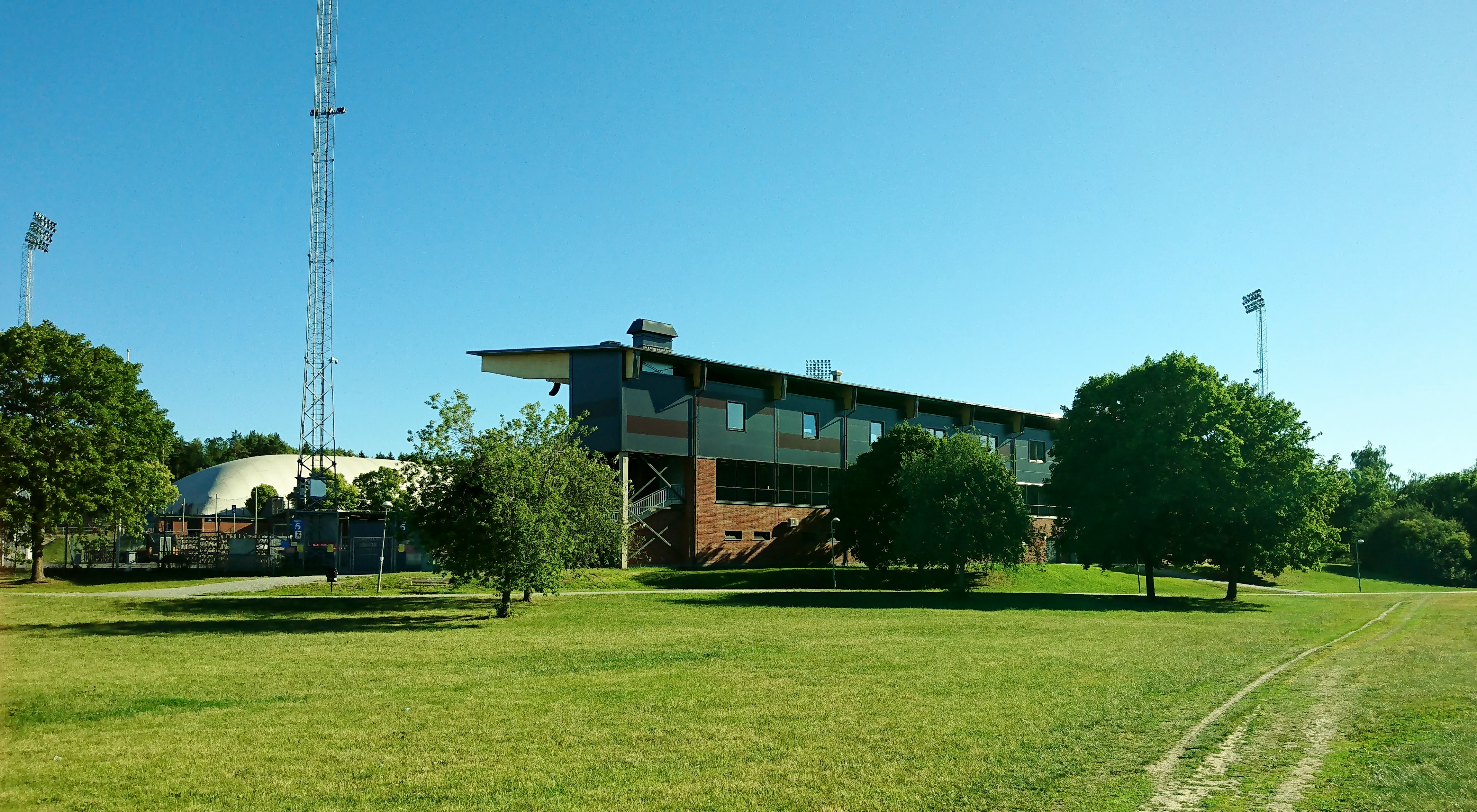
Grimsta IP sedd i sedd i sydöstlig ritning
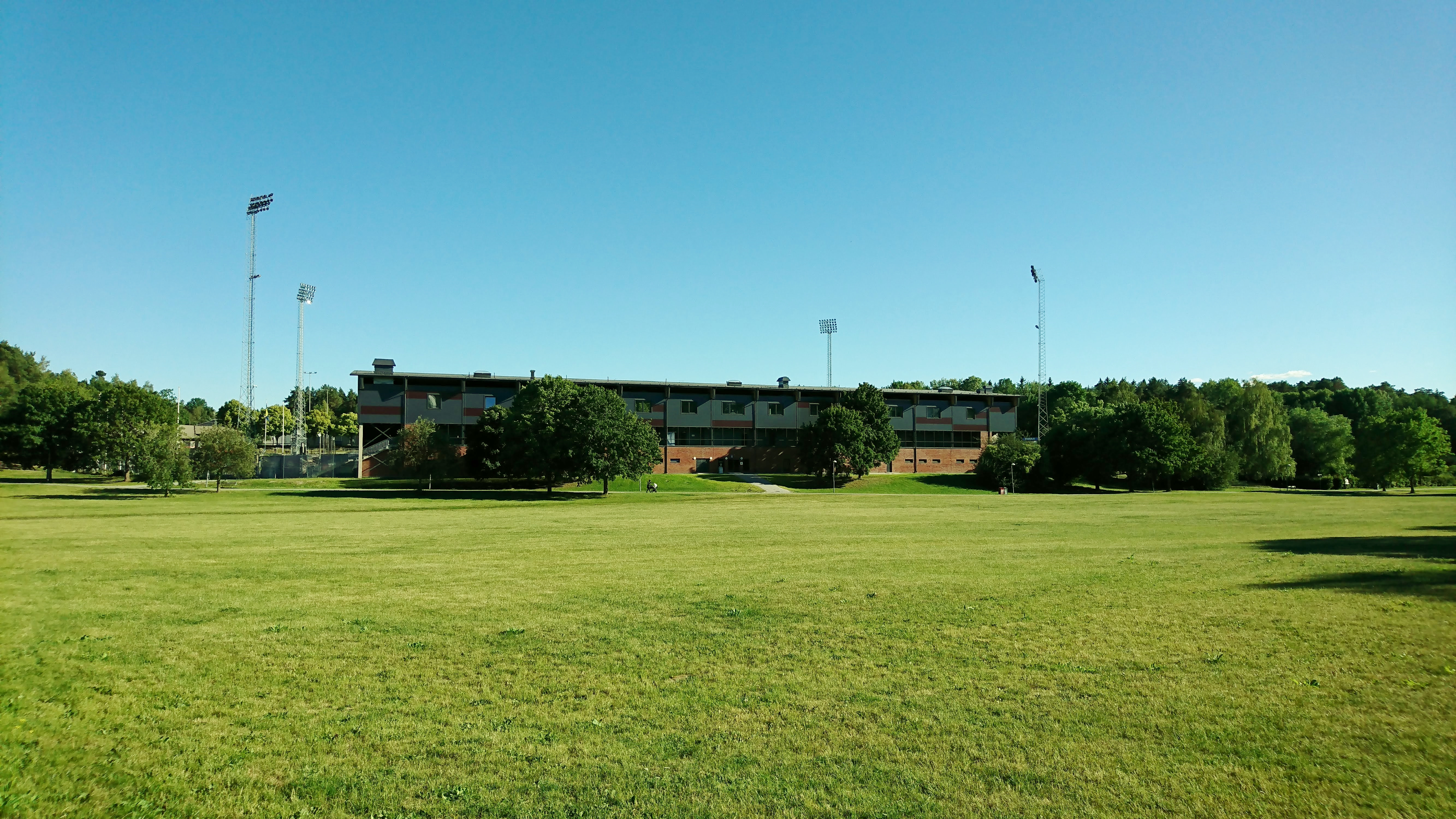
Grimsta IP sedd i västlig riktning
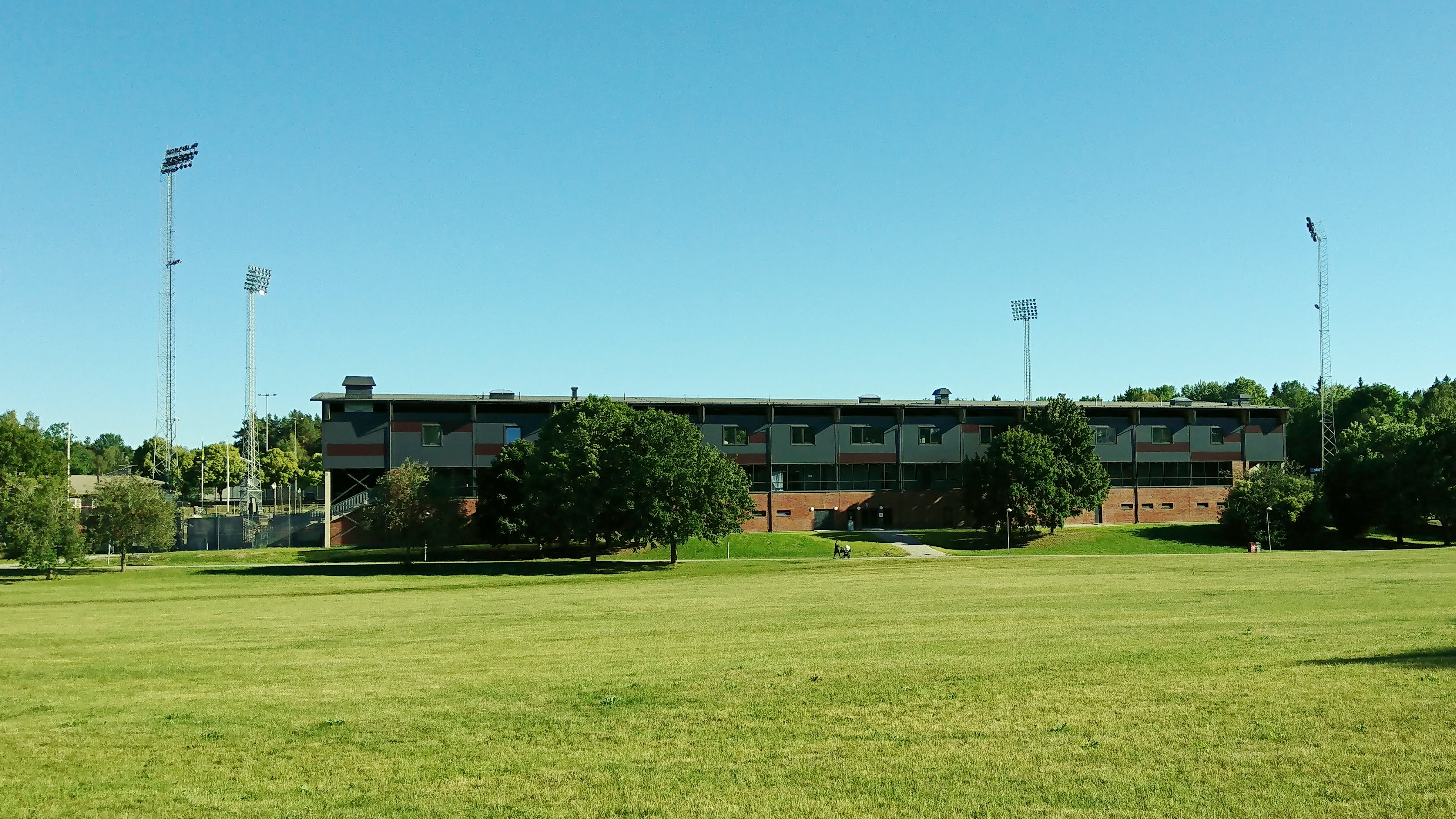
Grimsta IP sedd i västlig riktning